# Rasŏn
Rasŏn (în trecut Rajin-Sŏnbong) este un oraș nord-coreean din regiunea Kwanbuk, care găzduiește Zona economică specială Rajin-Sonbong. În 2000 numele a fost scurtat de la „Rajin-Sŏnbong” la „Rasŏn”.